# Ве-ве-ведмедики
«Ве-Ве-Ведме́дики» (рос. Ми-Ми-Мишки) — російський мультиплікаційний серіал, створений студією «Паровоз». Транслюється з 2015 року на телеканалах «Мульт», «Карусель», «Тлум HD», «Росія-К».
З грудня 2016 року на «Росія-1», й з 2017 року на телеканалі «Супер». З 2016 року за мотивами мультсеріалу було вироблено декілька мобільних ігор, та додатків.
Перша серія була опублікована 21 березня 2015 року.

## Сюжет
«Ве-ве-ведмедики» — мультсеріал, що розповідає про пригоди бурого ведмежа Кеші, білого ведмежа Тучки, курчата Ципи, їхні подружки Лисички, єнотів Сани та Соні, та крота Валі. З кожної серії можна дізнатися про щось нове: як дбати про навколишнє середовище і що робити, якщо техніка зламалася.
У першому та другому сезоні Тучка та Кеша часто змагалися між собою, при вирішенні проблем вони вигадували свої способи вирішення. Тучка спирався на сили природи, а Кеша покладався на свої винаходи.
У четвертому сезоні у 99 серії «Контакт» Кеша, Тучка, Лисичка та Ципа познайомилися з єнотами Санею та Сонею. У 100 серії «Музей» вони познайомилися із кротом Валею.

## Персонажі
- Кеша — бурий ведмідь. Вічний заводила, рухливий, цікавий, зухвалий і нетерплячий. Він винахідник, любить гаджети, може створити прилад будь-якої складності — від «нагадування» до порталу в паралельну реальність. Інокентій — невгамовна натура, що захоплюється, і через це може потрапити в неприємності або влаштувати їх іншим.
- Тучка — білий ведмідь. Спокійний та врівноважений, терплячий та делікатний персонаж. Любить природу і взагалі споглядатиме. Є шаманом, володіє шаманським бубном, з якого домовляється з силами природи. Мудрий, знає багато історій і часто вдається до спогадів: «А ось у нас на Півночі…».
- Ципа — курча, який є чимось середнім між котом, собакою і птицею і виступає як домашнього вихованця. Живе у Кеші, а найбільше дружить з ним і Хмаркою. Перша поява — 3 серія «Фотополювання».
- Лисичка — добра, спокійна, дбайлива дівчинка. Любить варити компот, пекти пироги і пригощати друзів. Дуже хоче брати участь у витівках та пригодах ведмежат. Лисичка молодше ведмежат, але багато в чому мудріша за них. Вона інтуїтивно приходить до правильного рішення, але висловлює свою думку дуже делікатно та ласкаво. Перша поява — 11 серія «Глобальне потепління».
- Саня та Соня — єноти, прийшли з іншого лісу. Егоїсти та хитруни, які люблять все отримувати за рахунок інших. Саня — бешкетник і непосида. Носить із собою рогатку. Робить дрібні капості, але з наміром не нашкодити, а лише потішитися або привернути увагу. Коли його ловлять на місці злочину, викручується як може і кається, але незабаром знову приймається за своє. Соня любить бути в центрі уваги і досить гордовита. Любить займатися спортом і товаришує з Лисичкою з власної вигоди. Перша поява — 99 серія «Контакт».
- Валя — кріт, добрий та інтелігентний байдуж. Дещо невпевнений у собі. Захоплюється археологією. Дуже швидко переміщається під землею та риє землю за допомогою лопати. Завжди готовий служити всім. Валю легко обдурити, він дуже довірливий та наївний. Перша поява — 100 серія «Музей».
- Русалка — русалка, єдиний персонаж мультсеріалу, для ролі якого були використані модельки основних персонажів. З'явилася один раз у 206 серії «Русалка» уві сні у Кеші.

## Спін-оф
18 листопада 2023 року вийшов спін-оф мультсеріалу "Ве-ве-ведмедики. Нові пригоди".

## Фестивалі і нагороди
- 2016 — XXI Відкритий Російський Фестиваль анімаційного кіно (Суздаль 2016): Приз в категорії «Кращий серіал» — Олексію Миронову за епізод «Найкраще місце в світі» з проекту «Ве-ве-ведмедики»[6].
- 2016 — X Великий фестиваль мультфільмів за підсумками глядацького голосування «Ранок серіалів з какао і булочкою»: 1 місце (приз і диплом) — "Ве-Ве-Ведмедики. Курча і динозаври ", реж. Олексій Миронов[7].
- 2018 — «Мультисвіт»: Приз журі «Краща героїня російського анімаційного фільму» — Лисичка.[8]

## Трансляція в Україні
З 2015 по 23 лютого 2022 року в Україні багаторазово показували на всіх українських телеканалах мовою оригіналу.
Згідно із Законом України «Про заборону пропаганди російського тоталітарного режиму, акту агресії проти України з боку Російської Федерації як держави-терориста» мультсеріал був заборонений до показу на всій території України.